# Federación Ecuatoriana de Indios
Die Federación Ecuatoriana de Indios (FEI) (dt. Ecuadorianische Indio-Föderation) ist eine Organisation der Indigenenbewegung in Ecuador. Sie wurde 1944 als Teil der Confederación de Trabajadores del Ecuador (CTE) gegründet, die der Partido Comunista del Ecuador nahestand. Sie hat sich als Vertretung der Hacienda-Arbeiter und Huasipungueros verstanden und als solche für eine Landreform gekämpft. Als diese schließlich 1964 und 1973 durchgeführt wurde, hat die FEI viel an Bedeutung verloren. Heute sind nur noch wenige Indigene in ihr organisiert.